# Esperanza (Paysandú)
Pour les articles homonymes, voir Esperanza.
Esperanza est une ville de l'Uruguay située dans le département de Paysandú. Sa population est de 145 habitants.

## Géographie
Esperanza est située à 15 km de la capitale du département, la ville de Paysandú.

## Population
| Année | Population |
| ----- | ---------- |
| 1963  | 120        |
| 1975  | 123        |
| 1985  | 151        |
| 1996  | 144        |
| 2004  | 145        |

Référence,: